# Cool World (jeu vidéo)
Cool World est un jeu vidéo d'action et de plates-formes développé par Twilight et édité par Ocean Software, sorti en 1992 sur DOS, Amiga, Atari ST, Commodore 64, NES, Super Nintendo et Game Boy.
Il est adapté du film du même nom.

## Accueil
Le jeu a été très mal reçu par la presse spécialisée :
- Aktueller Software Markt : 0/12 (C64)[1]
- Amiga Joker : 38 % (Amiga)[2]